# ジョン・ベヴィス
ジョン・ベヴィス（John Bevis、1693年10月31日 – 1771年11月6日）はイギリスの医師で、アマチュア天文学者である。1750年に星図Uranographia Britannicaを完成し、そこにはかに星雲M1などが記載されておりそれらの天体の発見者である。原版の一部は完成していたが出版元が破産したなどで、広く知られることなく、それらの発見は他の天文学者のものとされた。

## 生涯
WiltshireのOld Sarumに生まれた。オクスフォードで医学を学び、ロンドンで開業した。アマチュア天文家として観測を行い、1731年にはかに星雲(M1)を発見した。これはメシエが発見する27年前のことである。1738年にロンドンの北に私設天文台をつくり、観測を行い、1750年までに, 星図Uranographia Britannicaを完成した。1750年にベルリン科学アカデミー、1765年に王立協会の会員になった。1771年、望遠鏡から落ちる事故で没した。
ベヴィスは、1603年に全天恒星図『ウラノメトリア』を発刊したヨハン・バイエルや、1712年に『天球図譜』を出版したジョン・フラムスティードの後をついで、79の星座を網羅する星図を製作した。恒星ばかりでなく星雲・星団も収録し、その中には M1、M31アンドロメダ銀河、M42オリオン大星雲、M44プレセペ星団、M45プレアデス星団、M11、M13、M22、M35、ケンタウルス座オメガ星団、NGC 6231が含まれていた。
1748年にニコラ・ルイ・ド・ラカーユへの手紙のなかでこの仕事について述べ、180枚ほどが印刷されたが印刷業者が破産し、公式には出版されず、20世紀にはいるまでこの星図は忘れられた存在となった。1737年に金星が水星を掩蔽するのをグリニッジ天文台で初めて観測したことでも知られる。